# Inferno Ridge
Inferno Ridge är en bergstopp i Västantarktis. Chile gör anspråk på området. Toppen på Inferno Ridge är 1 229 meter över havet, eller 56 meter över den omgivande terrängen. Bredden vid basen är 6,5 km.
Terrängen runt Inferno Ridge är huvudsakligen kuperad, men österut är den platt.